# Guessouma Fofana
Pour les articles homonymes, voir Fofana.
Guessouma Fofana, né le 17 décembre 1992 au Havre, est un footballeur international mauritanien qui évolue au poste de milieu de terrain.
Il est le frère du footballeur Gueïda Fofana, ancien joueur de l'Olympique lyonnais et du Havre AC.

## Biographie

### Carrière en club

#### US Boulogne
Au sortir de sa formation au Havre, où il n'a jamais été convoqué dans le groupe professionnel, Fofana prend la direction de l'US Boulogne, relégué en National pour la saison 2012-2013, séduit par le challenge proposé par l'entraîneur Georges Tournay. Il y est d'abord mis à la disposition de la réserve pour y faire ses preuves. Il le confie lui-même, « cela ne s’est pas très bien passé », ne disputant que 450 minutes de CFA 2 et n'en partageant aucune auprès de N'Golo Kanté et Régis Gurtner, qu'il retrouvera à Amiens, en équipe première. Il ne reste alors que six mois, préférant rentrer chez lui au Havre.

#### Lyon Duchère AS
Il rejoint finalement son frère dans le Rhône, s'engageant en faveur de Lyon Duchère AS. C'est sous ces couleurs qu'il réalise sa première saison, 2014-2015, pleine en seniors, conclue avec 27 titularisations et un but, faisant partie des joueurs les plus en vue du groupe C de CFA.

#### Amiens SC
Ses performances retiennent l'attention d'Amiens qui se réjouit alors de signer une « jeune et solide recrue », un « milieu défensif puissant, capable de casser les lignes, joueur de devoir qui sait se mettre au service du collectif ». Au poste de récupérateur, il est confronté au plus expérimenté Laurent Héloïse (en) mais se fraye petit à petit son chemin pour accompagner Thomas Monconduit au milieu de terrain. Au terme de sa première saison dans le Nord, le club est promu en Ligue 2.
Si Héloïse rejoint la Berrichone de Châteauroux lors de l'été 2016, le danger viendra de l'intérieur pour Guessouma Fofana avec l'éclosion de Tanguy Ndombele, sans contrat professionnel à l'aube de la saison 2016-2017. Au côté d'un Monconduit indéboulonnable (34 titularisations), la concurrence est ouverte avec les profils plus offensifs du futur lyonnais (30 apparitions, 21 titularisations), qui signera trois doublés - un de buts et deux de passes décisives - sur la fin de saison, et de Charly Charrier (37 apparitions, 29 titularisations) qui « récupère et rend propre les ballons ». Cette concurrence les tirera vers le haut, à mi-saison, L'Équipe annonce Fofana à Stoke City puis des contacts entre le joueur et Harry Redknapp, alors entraîneur de Birmingham City, l'été suivant. En juillet 2017, France Football évoque un intérêt de Dortmund pour la paire Ndombèlé-Fofana.
Il découvre pourtant bien la Ligue 1 avec Amiens lors de l'ouverture du championnat, titulaire au Parc des Princes aux côtés de Monconduit et Ndombele. Lors du début de saison, leur entraîneur, Christophe Pélissier, voit Fofana se fracturer le péroné le 15 août 2017 à l'entraînement puis Ndombele être transféré à Lyon, perdant deux rouages essentiels de sa rotation. Fofana ne renouera avec la compétition qu'en décembre, retrouvant les terrains lors de la réception de Nantes (19e journée, défaite 0-1). Il retrouve une place de titulaire en février, débutant trois rencontres, mais se fait exclure lors de la réception de Toulouse (26e journée, 0-0). À la suite de celle-ci, il voit la doublette Thomas Monconduit-Bongani Zungu être reconduite, devenant le troisième choix.

#### EA Guingamp
Le 28 août 2018, il vient renforcer le milieu de terrain de l'En avant Guingamp, y paraphant un contrat de trois ans. Son arrivée vise à compenser un secteur de jeu affaibli par les blessures de Lebogang Phiri et Lucas Deaux, Antoine Kombouaré appréciant également son profil box to box et sa polyvalence, estimant Fofana capable d'évoluer « en pointe basse dans un 4-3-3 ou en numéro 8 dans un 4-4-2 ».

#### Prêt au Mans FC
Le 2 septembre 2019, il est prêté par l'EA Guingamp au Mans FC jusqu'à la fin de la saison.

### En sélection nationale
Il dispute sa première compétition internationale lors de la Coupe d'Afrique des nations 2021. En décembre 2023, il est retenu dans la liste des vingt-cinq joueurs mauritaniens sélectionnés par Amir Abdou pour disputer la Coupe d'Afrique des nations 2023.

## Statistiques
| Saison                | Club                  | Championnat           | Championnat | Championnat | Coupe(s) nationale(s) | Coupe(s) nationale(s) | Total | Total |
| Saison                | Club                  | Division              | M.          | B.          | M.                    | B.                    | M.    | B.    |
| 2011-2012             | Le Havre AC rés.      | National 2            | 19          | 0           | -                     | -                     | 19    | 0     |
| 2012-2013             | US Boulogne rés.      | National 3            | 5           | 0           | -                     | -                     | 5     | 0     |
| 2013-2014             | AS Lyon-Duchère       | National 2            | 16          | 0           | 1                     | 0                     | 17    | 0     |
| 2014-2015             | AS Lyon-Duchère       | National 2            | 26          | 1           | 1                     | 0                     | 27    | 1     |
| 2015-2016             | Amiens SC             | National              | 25          | 1           | 2                     | 0                     | 27    | 1     |
| 2016-2017             | Amiens SC             | Ligue 2               | 33          | 3           | 2                     | 0                     | 35    | 3     |
| 2017-2018             | Amiens SC             | Ligue 1               | 16          | 0           | 2                     | 0                     | 18    | 0     |
| 2018-2019             | Amiens SC             | Ligue 1               | 3           | 0           | -                     | -                     | 3     | 0     |
| 2018-2019             | EA Guingamp           | Ligue 1               | 9           | 0           | 2                     | 0                     | 11    | 0     |
| 2019-2020             | Le Mans FC (prêt)     | Ligue 2               | 10          | 1           | 4                     | 0                     | 14    | 1     |
| Total sur la carrière | Total sur la carrière | Total sur la carrière | 162         | 6           | 14                    | 0                     | 176   | 6     |

## Palmarès
- Amiens SC
  - Championnat de France L2
    - Vice-champion : 2017